# Ліга сміху
«Ліга сміху» — щорічний фестиваль гумору, який проводиться на території України. Виробництво здійснює студія «Квартал 95» за підтримки каналу «1+1».

## Правила
Проєкт складається з відбіркових турів та п'яти етапів, що проводять згідно із графіком, який зазначено на офіційному сайті проєкту, а саме:
- відбірковий фестиваль
- 1/16 фіналу
- 1/8 фіналу
- 1/4 фіналу
- 1/2 фіналу
- фінал

У рамках відбіркових турів проєкт відбирає команд-конкурсантів, що допускаються до участі у фестивалі та телевізійній зйомці проєкту. На відбірковому фестивалі журі обирає 14 команд-учасників із числа команд-конкурсантів, допущених до участі у фестивалі, для подальшої участі в проєкті згідно із графіком проєкту та зйомок телевізійної версії проєкту.
До кожної команди-учасника закріплюється тренер зі складу журі. Один член журі може бути одночасно тренером не більше двох команд-учасників. Член журі стає тренером команди-конкурсанта в разі виявлення зацікавлення таким членом журі. Під час проведення Фестивалю в подальшій роботі з командою-конкурсантом як Командою-учасником протягом проведення наступних етапів проєкту та зйомки телевізійної версії проєкту. У разі зацікавленості конкретною Командою-конкурсантом на фестивалі одразу декількома потенційними тренерами, команда-конкурсант отримує право вибору тренера, з яким вона співпрацюватиме як команда-учасник протягом проведення наступних етапів проєкту та зйомки телевізійної версії проєкту. Під час проведення наступних етапів проєкту та зйомок телевізійної версії проєкту тренер команди-учасника не оцінює її виступ. Організатор проєкту залишає за собою право змінювати тренера команди-учасника.
До участі в кожному наступному етапі проєкту допускаються команди-учасники, які отримали найвищі оцінки від журі, з урахуванням того, що в 1/8 фіналу може брати участь 12 учасників, у 1/4 фіналу — 10 команд, у 1/2 фіналу — 6 команд, фінал — 2 команди.
Організатор проєкту залишає за собою право змінювати кількість команд-учасників на кожному етапі проєкту. Командою-учасником, що перемогла в проєкті, вважається команда-учасник, що отримала найвищі оцінки журі у фіналі проєкту.
У восьмому сезоні відбулися зміни в оцінюванні команд. Тренери отримали планшети, де мають натискати «Лайк» кожного разу коли команда їх розсмішила під час свого виступу. За підсумками виступу команда отримає певну кількість балів, яка є рівною кількості цих «Лайків». Переможцем ігри стає команда, яка за свої виступи отримала більшу кількість балів.

## Переможці
| Рік  | Сезон                 | Команда                               | Місто              | Тренер-переможець |
| ---- | --------------------- | ------------------------------------- | ------------------ | ----------------- |
| 2015 | 1 сезон               | «Два капітани 1955»                   | Київ               | Сергій Сивохо     |
| 2016 | 2 сезон               | «Прозрачный гонщик»                   | Одеса              | Ігор Ласточкін    |
| 2017 | 3 сезон               | «Загорецька Людмила Степанівна»       | Львів              | Юрій Горбунов     |
| 2017 | 3 сезон               | «Стояновка»                           | Стоянівка          | Ігор Ласточкін    |
| 2018 | 4 сезон               | «Стояновка»                           | Стоянівка          | Ольга Полякова    |
| 2019 | 5 сезон               | «Ветераны Космических Войск»          | Київ-Остер-Прилуки | Станіслав Боклан  |
| 2020 | 6 сезон               | «СМТ»                                 | Полтава            | Юрій Ткач*        |
| 2021 | 7 сезон:битва титанів | «Інародний театр абсурду „Воробушек“» | Харків             | Володимир Дантес  |
| 2021 | 8 сезон               | «В активному пошуку»                  | Тернопіль          | Володимир Дантес  |

- у фіналі сезону з командою грав Володимир Дантес

## Судді
- Ігор Ласточкін — український актор та гуморист.
- Станіслав Боклан — український актор театру і кіно. Народний артист України.
- Володимир Дантес — український гуморист, співак.
- Марія Єфросиніна — українська телеведуча.
- Олександр Пікалов —  український актор і автор студії «95 квартал».

| Суддя/ Тренер      | 1 сезон (2015) | 2 сезон (2016) | 3 сезон (2017) | 4 сезон (2018) | 5 сезон (2019) | 6 сезон (2020) | 7 сезон (2021) | 8 сезон (2021) | 9 сезон (2022) |
| ------------------ | -------------- | -------------- | -------------- | -------------- | -------------- | -------------- | -------------- | -------------- | -------------- |
| Ігор Ласточкін     |                |                |                |                |                |                |                |                |                |
| Потап              |                |                |                | ведучий        | ведучий        | ведучий        | ведучий        | ведучий        | ведучий        |
| Сергій Сивохо      |                |                |                |                |                |                |                |                |                |
| Юрій Горбунов      |                |                |                |                |                |                |                |                |                |
| Олена Кравець      |                |                |                |                |                |                |                |                |                |
| Антон Лірник       |                |                |                |                |                |                |                |                |                |
| Оля Полякова       |                |                |                |                |                |                |                |                |                |
| Юрій Ткач          |                |                |                |                |                |                |                |                |                |
| Надя Дорофєєва     |                |                |                |                |                |                |                |                |                |
| Владислав Яма      |                |                |                |                |                |                |                |                |                |
| Стас Боклан        |                |                |                |                |                |                |                |                |                |
| Євген Кошовий      |                |                |                |                |                | Ведучий        | Ведучий        | Ведучий        | Ведучий        |
| Гарік Бірча        |                |                |                |                |                |                |                |                |                |
| Джокер             |                |                |                |                |                |                |                |                |                |
| Наталя Могилевська |                |                |                |                |                |                |                |                |                |
| Володимир Дантес   |                |                |                |                |                |                |                |                |                |
| Сергій Бабкін      |                |                |                |                |                |                |                |                |                |
| Олеся Жураківська  |                |                |                |                |                |                |                |                |                |
| Гарік Корогодський |                |                |                |                |                |                |                |                |                |
| Маша Єфросініна    |                |                |                |                |                |                |                |                |                |
| Олександр Пікалов  |                |                |                |                |                |                |                |                |                |
| Тетяна Лазарєва    |                |                |                |                |                |                |                |                |                |

## Перший сезон

### Перший фестиваль(2015)
1-й фестиваль Ліги сміху проводили з 6 лютого по 15 грудня 2015 року. У ньому взяли участь 12 команд з усієї України. Зйомки фестивалю проводили в Одесі, Дніпропетровську та Києві. У підсумку виграла команда з Києва «Два капітани 1955» тренером якої був Сергій Сивохо.
У цьому сезоні серед журі мав бути Кузьма Скрябін, однак життя співака обірвалося за 4 дні до початку зйомок. Знімальна група і команди-учасниці «Ліги Сміху» на момент смерті Кузьми вже перебували в м. Одеса, де мали знімати шоу. Дізнавшись про трагедію, яка сталася з Андрієм, увесь колектив «Ліги Сміху» вшанував пам‘ять легенди (у вільний від зйомок час провели захід присвячений Андрію Кузьменку).

### Команди
| Команда                | Місто           | Тренер         | Місце |  |
| ---------------------- | --------------- | -------------- | ----- |  |
| "Два Капитана - 1955"  | Київ            | Сергій Сивохо  | 1     |  |
| "Заинька"              | Запоріжжя       | Олена Кравець  | 2     |  |
| "Любимый город"        | Харків          | Потап          | 3     |  |
| "VIP"                  | Тернопіль       | Юрій Горбунов  | 3     |  |
| "Одесские мансы"       | Одеса           | Антон Лірник   | 4     |  |
| "Трио разные и ведущий | Київ            | Антон Лірник   | 4     |  |
| "Замок Любарта"        | Луцьк           | Юрій Горбунов  | 5     |  |
| "Деришельє"            | Одеса           | Ігор Ласточкін | 5     |  |
| "Генералы RK"          | Кривий Ріг      | Потап          | 6     |  |
| "Manhattan"            | Полтава - Рівне | Сергій Сивоха  | 6     |  |
| "Сахара не надо"       | Іллічівськ      | Ігор Ласточкін | 7     |  |
| "Лукас"                | Кременчуг       | Олена Кравець  | 7     |  |

### Ефіри
|  | Команда пройшла у наступний етап |
|  | Команда у номінації на виліт     |
|  | Команда не бере участі у випуску |
|  | Команда покинула лігу            |
|  | КОМАНДА ОЛЕНИ КРАВЕЦЬ            |
|  | КОМАНДА ПОТАПА                   |
|  | КОМАНДА ІГОРА ЛАСТОЧКІНА         |
|  | КОМАНДА АНТОНА ЛІРНИКА           |
|  | КОМАНДА ЮРІЯ ГОРБУНОВА           |
|  | КОМАНДА СЕРГІЯ СИВОХО            |

| Команда                 | Місто         | Випуски                     | Випуски                          | Випуски                          | Випуски                          | Випуски                          | Випуски                          | Випуски                          | Випуски         |
| Команда                 | Місто         | 1-вип.Набір команд 28.02.15 | 2-й вип.(Перша гра 1/8) 04.04.15 | 3-й вип.(Друга гра 1/8) 11.04.15 | 4-й вип.(Перша гра 1/4) 30.05.15 | 5-й вип.(Друга гра 1/4) 06.06.15 | 6-й вип.(Перша гра 1/2) 03.10.15 | 7-й вип.(Друга гра 1/2) 10.10.15 | 8-й вип.(Фінал) |
| ----------------------- | ------------- | --------------------------- | -------------------------------- | -------------------------------- | -------------------------------- | -------------------------------- | -------------------------------- | -------------------------------- | --------------- |
| "Два Капитана 1955"     | Київ          | Сергій Сивохо               | Пройшли                          | не в ефірі                       | не в ефірі                       | Пройшли                          | не в ефірі                       | Фіналісти                        | 1 місце         |
| "Заинька"               | Запоріжжя     | Олена Кравець               | не в ефірі                       | Пройшли                          | не в ефірі                       | Пройшли                          | Фіналісти                        | не в ефірі                       | 2 місце         |
| "Любимый Город"         | Харків        | Потап                       | не в ефірі                       | Номінація                        | Номінація                        | не в ефірі                       | не в ефірі                       | Вибули                           |                 |
| "Одесские мансы"        | Одеса         | Антон Лірник                | не в ефірі                       | Пройшли                          | не в ефірі                       | Номінація                        | не в ефірі                       | Вибули                           |                 |
| "VIP"                   | Тернопіль     | Юрій Горбунов               | Пройшли                          | не в ефірі                       | Пройшли                          | не в ефірі                       | Вибули                           |                                  |                 |
| "Трио разные и ведущий" | Київ          | Антон Лірник                | Номінація                        | не в ефірі                       | Номінація                        | не в ефірі                       | Вибули                           |                                  |                 |
| "Замок Любарта"         | Луцьк         | Юрій Горбунов               | не в ефірі                       | Номінація                        | не в ефірі                       | Вибули                           |                                  |                                  |                 |
| "Генералы RK"           | Кривий ріг    | Потап                       | Пройшли                          | не в ефірі                       | не в ефірі                       | Вибули                           |                                  |                                  |                 |
| "Деришелье"             | Одеса         | Ігор Ласточкін              | Пройшли                          | не в ефірі                       | Вибули                           |                                  |                                  |                                  |                 |
| "Manhattan"             | Полтава-Рівне | Сергій Сивоха               | не в ефірі                       | Пройшли                          | Вибули                           |                                  |                                  |                                  |                 |
| "Сахара не надо"        | Іллічівськ    | Ігор Ласточкін              | не в ефірі                       | Вибули                           |                                  |                                  |                                  |                                  |                 |
| "Лукас"                 | Кременчуг     | Олена Кравець               | Вибули                           |                                  |                                  |                                  |                                  |                                  |                 |

### 2 випуск (Перша гра 1/8 фіналу)
| 0      | Член журі не встав на виступ команди                      | Член журі не встав на виступ команди                      | Член журі не встав на виступ команди                      |
| 1      | Член журі встав на виступ команди, тим самим дав їй 1 бал | Член журі встав на виступ команди, тим самим дав їй 1 бал | Член журі встав на виступ команди, тим самим дав їй 1 бал |
| тренер | тренер не голосує за свою команду                         | тренер не голосує за свою команду                         | тренер не голосує за свою команду                         |

Тема: «Первое Апреля»
| Команда                   | Місто      | Тренер і їх вибір | Тренер і їх вибір | Тренер і їх вибір | Тренер і їх вибір | Тренер і їх вибір | Тренер і їх вибір | Висновок |
| Команда                   | Місто      | Олексій Потапенко | Ігор Ласточкін    | Антон Лірник      | Олена Кравець     | Юрій Горбунов     | Сергій Сивохо     | Висновок |
| ------------------------- | ---------- | ----------------- | ----------------- | ----------------- | ----------------- | ----------------- | ----------------- | -------- |
| "Генералы RK"             | Кривий Ріг | тренер            | 1                 | 1                 | 1                 | 1                 | 1                 | 5        |
| "Де Ришелье"              | Одеса      | 1                 | тренер            | 1                 | 1                 | 1                 | 1                 | 5        |
| "Трио «Разные» и Ведущий" | Київ       | 1                 | 1                 | тренер            | 1                 | 1                 | 0                 | 4        |
| "Лукас"                   | Кременчуг  | 1                 | 1                 | 1                 | тренер            | 1                 | 0                 | 4        |
| "Два Капитана — 1955"     | Київ       | 1                 | 1                 | 1                 | 1                 | 1                 | тренер            | 5        |
| "VIP"                     | Тернопіль  | 1                 | 1                 | 1                 | 1                 | тренер            | 1                 | 5        |

| Команда                 | Місто     | Тренер і їх вибір | Тренер і їх вибір | Тренер і їх вибір | Тренер і їх вибір | Тренер і їх вибір | Тренер і їх вибір | Висновок |
| Команда                 | Місто     | Олексій Потапенко | Ігор Ласточкін    | Антон Лірник      | Олена Кравець     | Юрій Горбунов     | Сергій Сивохо     | Висновок |
| ----------------------- | --------- | ----------------- | ----------------- | ----------------- | ----------------- | ----------------- | ----------------- | -------- |
| «Трио разные и ведущий» | Київ      | 1                 | 1                 | тренер            | тренер            | 1                 | 1                 | 4        |
| «Лукас»                 | Кременчуг | 0                 | 0                 | тренер            | тренер            | 0                 | 0                 | 0        |

### 3 Випуск (Друга гра 1/8 фіналу)
Тема — «Весна, Любовь..»
| Команда          | Місто         | Тренер і їх вибір | Тренер і їх вибір | Тренер і їх вибір | Тренер і їх вибір | Тренер і їх вибір | Тренер і їх вибір | Висновок |
| Команда          | Місто         | Олексій Потапенко | Ігор Ласточкін    | Антон Лірник      | Олена Кравець     | Юрій Горбунов     | Сергій Сивохо     | Висновок |
| ---------------- | ------------- | ----------------- | ----------------- | ----------------- | ----------------- | ----------------- | ----------------- | -------- |
| «Одесские манцы» | Одеса         | 1                 | 1                 | тренер            | 1                 | 1                 | 1                 | 5        |
| «Любимый город»  | Харків        | тренер            | 1                 | 1                 | 1                 | 0                 | 1                 | 4        |
| «Замок Любарта»  | Луцьк         | 1                 | 1                 | 1                 | 0                 | тренер            | 1                 | 4        |
| «Manhattan»      | Рівне,Полтава | 1                 | 1                 | 1                 | 1                 | 1                 | тренер            | 5        |
| «Сахара не надо» | Іллічівськ    | 1                 | тренер            | 1                 | 1                 | 1                 | 0                 | 4        |
| «Заинька»        | Запоріжжя     | 1                 | 1                 | 1                 | тренер            | 1                 | 1                 | 5        |

| Команда          | Місто      | Тренер і їх вибір | Тренер і їх вибір | Тренер і їх вибір | Тренер і їх вибір | Тренер і їх вибір | Тренер і їх вибір | Висновок |
| Команда          | Місто      | Олексій Потапенко | Ігор Ласточкін    | Антон Лірник      | Олена Кравець     | Юрій Горбунов     | Сергій Сивохо     | Висновок |
| ---------------- | ---------- | ----------------- | ----------------- | ----------------- | ----------------- | ----------------- | ----------------- | -------- |
| «Замок Любарта»  | Луцьк      | тренер            | тренер            | 1                 | 0                 | тренер            | 1                 | 2        |
| «Сахара не надо» | Іллічівськ | тренер            | тренер            | 0                 | 1                 | тренер            | 0                 | 1        |
| «Любимый город»  | Харків     | тренер            | тренер            | 0                 | 0                 | тренер            | 0                 | 0        |

| Команда          | Місто      | Тренер і їх вибір | Тренер і їх вибір | Тренер і їх вибір | Тренер і їх вибір | Тренер і їх вибір | Тренер і їх вибір | Висновок |
| Команда          | Місто      | Олексій Потапенко | Ігор Ласточкін    | Антон Лірник      | Олена Кравець     | Юрій Горбунов     | Сергій Сивохо     | Висновок |
| ---------------- | ---------- | ----------------- | ----------------- | ----------------- | ----------------- | ----------------- | ----------------- | -------- |
| «Любимый город»  | Харків     | тренер            | тренер            | 0                 | 1                 | 1                 | 1                 | 3        |
| «Сахара не надо» | Іллічівськ | тренер            | тренер            | 1                 | 0                 | 0                 | 0                 | 1        |

### 4 Випуск (перша гра 1/4 фіналу)
Тема — «Мир Кино»
| Команда                 | Місто         | Тренер і їх вибір | Тренер і їх вибір | Тренер і їх вибір | Тренер і їх вибір | Тренер і їх вибір | Тренер і їх вибір | Висновок |
| Команда                 | Місто         | Олексій Потапенко | Ігор Ласточкін    | Антон Лірник      | Олена Кравець     | Юрій Горбунов     | Сергій Сивохо     | Висновок |
| ----------------------- | ------------- | ----------------- | ----------------- | ----------------- | ----------------- | ----------------- | ----------------- | -------- |
| «VIP»                   | Тернопіль     | 1                 | 1                 | 1                 | 1                 | тренер            | 1                 | 5        |
| «Трио разные и ведущий» | Київ          | 1                 | 1                 | тренер            | 1                 | 1                 | 0                 | 4        |
| «Любимый город»         | Харків        | тренер            | 1                 | 0                 | 1                 | 1                 | 1                 | 4        |
| «Де ришелье»            | Одеса         | 1                 | тренер            | 0                 | 1                 | 1                 | 1                 | 4        |
| «Manhattan»             | Рівне,Полтава | 1                 | 0                 | 1                 | 1                 | 1                 | тренер            | 4        |

| Команда                 | Місто         | Тренер і їх вибір | Тренер і їх вибір | Тренер і їх вибір | Тренер і їх вибір | Тренер і їх вибір | Тренер і їх вибір | Висновок |
| Команда                 | Місто         | Олексій Потапенко | Ігор Ласточкін    | Антон Лірник      | Олена Кравець     | Юрій Горбунов     | Сергій Сивохо     | Висновок |
| ----------------------- | ------------- | ----------------- | ----------------- | ----------------- | ----------------- | ----------------- | ----------------- | -------- |
| «Трио разные и ведущий» | Київ          | тренер            | тренер            | тренер            | 1                 | 1                 | тренер            | 2        |
| «Любимый город»         | Харків        | тренер            | тренер            | тренер            | 1                 | 1                 | тренер            | 2        |
| «Де ришелье»            | Одеса         | тренер            | тренер            | тренер            | 1                 | 1                 | тренер            | 2        |
| «Manhattan»             | Рівне,Полтава | тренер            | тренер            | тренер            | 0                 | 0                 | тренер            | 0        |

### Зимовий кубок
Перший зимовий кубок Ліги Сміху пройшов у Києві 17 грудня 2015 року. Перемогла команда «Трио разные и ведущий», тренером якої був Антон Лірник.

## Другий сезон

### Другий фестиваль(2016)
2-й фестиваль Ліги Сміху розпочали зі зйомок кастингу 2016 року в Одесі.
Переможець другого чемпіонату України з гумору — команда «Прозрачный гонщик» (Марк Куцевалов; м. Одеса) та її тренер Ігор Ласточкін.

### Команди
| Команда                             | Місто        | Тренер            | Місце |
| ----------------------------------- | ------------ | ----------------- | ----- |
| "Прозрачный Гонщик"                 | Одеса        | Ігор Ласточкін    | 1     |
| "VIP"                               | Тернопіль    | Олена Кравець     | 2     |
| "Лукас"                             | Кременчуг    | Ігор Ласточкін    | 3     |
| "Деришелье"                         | Одеса        | Олексій Потапенко | 4     |
| "Отдыхаем вместе"                   | Хмельницький | Олена Кравець     | 5     |
| "Трио разные и ведущий"             | Київ         | Юрій Горбунов     | 5     |
| "Любимый город"                     | Харків       | Юрій Горбунов     | 6     |
| Інародний театр абсурду «Воробушек» | Харків       | Антон Лірник      | 6     |
| МА"180 и выше"                      | Дніпро       | Олексій Потапенко | 7     |
| "Замок Любарта"                     | Луцьк        | Оля Полякова      | 7     |
| "Коліжанки"                         | Львів        | Оля Полякова      | 8     |
| "Километр кимоно"                   | Донецьк      | Сергій Сивохо     | 8     |
| "Тяпляп"                            | Ужгород      | Антон Лірник      | 9     |
| "Украинские Спасатели"              | Харків       | Сергій Сивохо     | 9     |

### Ефіри
|  | Команда пройшла у наступний етап |
|  | Команда у номінації на виліт     |
|  | Команда не бере участі у випуску |
|  | Команда покинула лігу            |
|  | КОМАНДА ОЛЕНИ КРАВЕЦЬ            |
|  | КОМАНДА ПОТАПА                   |
|  | КОМАНДА ІГОРА ЛАСТОЧКІНА         |
|  | КОМАНДА АНТОНА ЛІРНИКА           |
|  | КОМАНДА ЮРІЯ ГОРБУНОВА           |
|  | КОМАНДА СЕРГІЯ СИВОХИ            |
|  | КОМАНДА ОЛІ ПОЛЯКОВОЇ            |

| Команда                             | Місто        | Випуски                     | Випуски                       | Випуски                       | Випуски                       | Випуски                          | Випуски                       | Випуски                       | Випуски                             | Випуски                             | Випуски                              | Випуски                                 | Випуски                   |
| Команда                             | Місто        | 1-вип.Набір команд 05.03.16 | 2-й вип.(Перша гра ) 02.04.16 | 3-й вип.(Друга гра ) 09.04.16 | 4-й вип.(Третя гра ) 16.04.16 | 5-й вип.(Четверта гра ) 23.04.16 | 6-й вип.(П'ята гра ) 30.04.16 | 7-й вип.(Шоста гра ) 06.05.16 | 8-й вип.(Перший пів фінал) 15.10.16 | 9-й вип.(Другий пів фінал) 22.10.16 | 10-й вип.(Третій пів фінал) 29.10.16 | 11-й вип.(Четвертий пів фінал) 05.11.16 | 12-й вип.(ФІНАЛ) 10.12.16 |
| ----------------------------------- | ------------ | --------------------------- | ----------------------------- | ----------------------------- | ----------------------------- | -------------------------------- | ----------------------------- | ----------------------------- | ----------------------------------- | ----------------------------------- | ------------------------------------ | --------------------------------------- | ------------------------- |
| "Прозрачный гонщик"                 | Одеса        | Ігор Ласточкін              | Номінація                     | не в ефірі                    | Номінація                     | не в ефірі                       | Номінація                     | не в ефірі                    | не в ефірі                          | Пройшли                             | Фіналісти                            | не в ефірі                              | 1 місце                   |
| "VIP"                               | Тернопіль    | Олена Кравець               | Пройшли                       | не в ефірі                    | не в ефірі                    | Пройшли                          | не в ефірі                    | Пройшли                       | Пройшли                             | не в ефірі                          | не в ефірі                           | Фіналісти                               | 2 місце                   |
| "Лукас"                             | Кременчуг    | Ігор Ласточкін              | не в ефірі                    | Пройшли                       | не в ефірі                    | Пройшли                          | не в ефірі                    | Пройшли                       | Номінація                           | не в ефірі                          | не в ефірі                           | Фіналісти                               | 3 місце                   |
| "Деришелье"                         | Одеса        | Олексій Потапенко           | не в ефірі                    | Пройшли                       | Пройшли                       | не в ефірі                       | Номінація                     | не в ефірі                    | не в ефірі                          | Номінація                           | не в ефірі                           | Вибувають                               |                           |
| "Трио разные и ведущий"             | Київ         | Юрій Горбунов               | не в ефірі                    | Номінація                     | Номінація                     | не в ефірі                       | Номінація                     | не в ефірі                    | Пройшли                             | не в ефірі                          | Вибувають                            |                                         |                           |
| "Отдыхаем вместе"                   | Хмельницький | Олена Кравець               | не в ефірі                    | Пройшли                       | Пройшли                       | не в ефірі                       | Пройшли                       | не в ефірі                    | не в ефірі                          | Номінація                           | Вибувають                            |                                         |                           |
| "Любимый город"                     | Харків       | Юрій Горбунов               | Пройшли                       | не в ефірі                    | не в ефірі                    | Пройшли                          | не в ефірі                    | Пройшли                       | не в ефірі                          | Вибувають                           |                                      |                                         |                           |
| Інародний театр абсурду «Воробушек» | Харків       | Антон Лірник                | не в ефірі                    | Номінація                     | не в ефірі                    | Пройшли                          | не в ефірі                    | Номінація                     | Вибувають                           |                                     |                                      |                                         |                           |
| МА"180 и выше"                      | Дніпро       | Олексій Потапенко           | Пройшли                       | не в ефірі                    | не в ефірі                    | Пройшли                          | не в ефірі                    | Вибувають                     |                                     |                                     |                                      |                                         |                           |
| "Замок Любарта"                     | Луцьк        | Оля Полякова                | не в ефірі                    | Пройшли                       | Номінація                     | не в ефірі                       | Вибувають                     |                               |                                     |                                     |                                      |                                         |                           |
| "Коліжанки"                         | Львів        | Оля Полякова                | Номінація                     | не в ефірі                    | не в ефірі                    | Вибувають                        |                               |                               |                                     |                                     |                                      |                                         |                           |
| "Километр кимоно"                   | Донецьк      | Сергій Сивохо               | Номінація                     | не в ефірі                    | Вибувають                     |                                  |                               |                               |                                     |                                     |                                      |                                         |                           |
| "Украинские Спасатели"              | Харків       | Сергій Сивохо               | не в ефірі                    | Вибувають                     |                               |                                  |                               |                               |                                     |                                     |                                      |                                         |                           |
| "Тяпляп"                            | Ужгород      | Антон Лірник                | Вибувають                     |                               |                               |                                  |                               |                               |                                     |                                     |                                      |                                         |                           |

### Літній кубок
Перший літній кубок Ліги Сміху пройшов у Юрмалі (Латвія) на фестивалі «Made in Ukraine». Переможцем стала команда V.I.P (м. Тернопіль), які грали разом із Ольгою Поляковою, так як Олена Кравець на той час мала от-от народити.

### Зимовий кубок
Другий зимовий кубок Ліги Сміху пройшов у Києві 30 листопада 2016 року. Перемогу взяла команда «Любимый город». Тренер — Юрій Горбунов.

## Третій сезон

### Третій фестиваль(2017)
3-й фестиваль Ліги Сміху розпочали зі зйомок в Одесі.
Переможці третього сезону — «Стоянівка» (Молдова) (тренер Ігор Ласточкін) і «Загорецька Людмила Степанівна» (м. Львів) (тренер Юрій Горбунов).

### Команди
| Команда                         | Місто, Країна | Тренер            | Місце |
| ------------------------------- | ------------- | ----------------- | ----- |
| "Загорецька Людмила Степанівна" | Львів         | Юрій Горбунов     | 1     |
| "Стояновка"                     | Молдова       | Ігор Ласточкін    | 1     |
| "Отдыхаем вместе"               | Хмельницький  | Оля Полякова      | 2     |
| "Трио разные и ведущие"         | Київ          | Олена Кравець     | 3     |
| "Винницкие"                     | Вінниця       | Юрій Горбунов     | 4     |
| "Крупа"                         | Дніпро        | Сергій Сивохо     | 4     |
| "Николь Кидман"                 | Суми          | Антон Лірник      | 5     |
| "Вот эти парни радиофизики"     | Київ          | Ігор Ласточкін    | 5     |
| "Чайка"                         | Білорусь      | Олексій Потапенко | 6     |
| "Минипанки"                     | Україна       | Оля Полякова      | 6     |
| "Любимый город"                 | Харків        | Сергій Сивохо     | 7     |
| "Де Ришелье"                    | Одеса         | Антон Лірник      | 7     |
| "Луганская зборная"             | Луганськ      | Олена Кравець     | 8     |
| "Библийская зборная"            | Камянське     | Олексій Потапенко | 8     |

### Ефіри
|  | Команда пройшла у наступний етап |
|  | Команда у номінації на виліт     |
|  | Команда не бере участі у випуску |
|  | Команда покинула лігу            |
|  | КОМАНДА ОЛЕНИ КРАВЕЦЬ            |
|  | КОМАНДА ПОТАПА                   |
|  | КОМАНДА ІГОРА ЛАСТОЧКІНА         |
|  | КОМАНДА АНТОНА ЛІРНИКА           |
|  | КОМАНДА ЮРІЯ ГОРБУНОВА           |
|  | КОМАНДА СЕРГІЯ СИВОХИ            |
|  | КОМАНДА ОЛІ ПОЛЯКОВОЇ            |

| "Загорецька Людмила Степанівна" | Львів        | Юрій Горбунов     | пройшли    | не в ефірі | номінація  | не в ефірі | пройшли    | не в ефірі | не в ефірі | ФІНАЛІСТИ  | 1 Місце |
| "Стояновка"                     | Молдова      | Ігор Ласточкін    | номінація  | не в ефірі | не в ефірі | пройшли    | не в ефірі | пройшли    | не в ефірі | ФІНАЛІСТИ  | 1 Місце |
| "Отдыхаем вместе"               | Хмельницький | Оля Полякова      | номінація  | не в ефірі | номінація  | не в ефірі | не в ефірі | номінація  | ФІНАЛІСТИ  | не в ефірі | 2 місце |
| "Крупа"                         | Дніпро       | Сергій Сивохо     | номінація  | не в ефірі | не в ефірі | номінація  | пройшли    | не в ефірі | не в ефірі | вибувають  |         |
| "Трио разные и ведущие"         | Київ         | Олена Кравець     | номінація  | не в ефірі | не в ефірі | номінація  | номінація  | не в ефірі | вибувають  |            |         |
| "Винницкие"                     | Вінниця      | Юрій Горбунов     | не в ефірі | пройшли    | не в ефірі | пройшли    | не в ефірі | пройшли    | вибувають  |            |         |
| "Николь Кидман"                 | Суми         | Антон Лірник      | пройшли    | не в ефірі | пройшли    | не в ефірі | не в ефірі | вибувають  |            |            |         |
| "Чайка"                         | Білорусь     | Олексій Потапенко | не в ефірі | пройшли    | номінація  | не в ефірі | не в ефірі | вибувають  |            |            |         |
| "Вот эти парни радиофизики"     | Київ         | Ігор Ласточкін    | не в ефірі | пройшли    | пройшли    | не в ефірі | вибувають  |            |            |            |         |
| "Минипанки"                     | Україна      | Оля Полякова      | не в ефірі | пройшли    | не в ефірі | пройшли    | вибувають  |            |            |            |         |
| "Де Ришелье"                    | Одеса        | Антон Лірник      | не в ефірі | пройшли    | не в ефірі | вибувають  |            |            |            |            |         |
| "Любимый город"                 | Харків       | Сергій Сивохо     | не в ефірі | пройшли    | вибувають  |            |            |            |            |            |         |
| "Луганская зборная"             | Луганськ     | Олена Кравець     | не в ефірі | вибувають  |            |            |            |            |            |            |         |
| "Библийская зборная"            | Камянське    | Олексій Потапенко | вибувають  |            |            |            |            |            |            |            |         |

### Літній кубок
Другий літній кубок Ліги Сміху пройшов в Одесі 30 липня. Цього разу команди виступали парами і переможцями стали команди Олени Кравець — «Отдыхаем вместе» та «Луганська збірна».

### Зимовий кубок
У 2017 році відзнаку «Зимовий кубок» отримала команда «Ніколь Кідман» з міста Суми. Тренер — Антон Лірник.

### Спецпроєкт
15 грудня 2017 року відбувся спецпроєкт «Ліги сміху», де між собою змагались дві команди — «Збірна шоу-бізнесу» (тренери Юрій Горбунов, Ольга Полякова та Олексій Потапенко) та «Збірна коміків» (тренери Ігор Ласточкін, Антон Лірник, Сергій Сивохо та Олена Кравець). Було змінено склад журі. Туди увійшли: Ольга Сумська, Юрій Ткач, Владислав Яма, Станіслав Боклан, Георгій Делієв, Монро та Євген Кошовий. До «збірних» входили члени команд, які вже хоч раз виступали з кимось із тренерів. За підсумками трьох конкурсів перемогла «Збірна шоу-бізнесу».

## Четвертий сезон

### Четвертий фестиваль(2018)
4-й фестиваль Ліги Сміху розпочали зі зйомок в Одесі.
Переможець четвертого сезону — «Стоянівка» (Молдова) та її тренер Ольга Полякова.

### Команди
| Команда                      | Місто              | Тренер          | Місце |
| ---------------------------- | ------------------ | --------------- | ----- |
| «Стояновка»                  | Молдова            | Оля Полякова    | 1     |
| «Гостиница 72»               | Суми               | Влад Яма        | 2     |
| «Стадіон Діброва»            | Зарічанка          | Юрій Ткач       | 3-4   |
| «Луганская сборная»          | Луганськ           | Євгеній Кошовий | 3-4   |
| «30+»                        | Житомир            | Стас Боклан     | 5-6   |
| «Винницкие»                  | Віниця             | Оля Полякова    | 5-6   |
| «Пошло-Поехало»              | Тернопіль Миколаїв | Ігор Ласточкін  | 7-8   |
| «Николь Кидман»              | Суми               | Надя Дорофєєва  | 7-8   |
| «Воробушек»                  | Харків             | Влад Яма        | 9-10  |
| «Джан»                       | Вірменія           | Євгеній Кошовий | 9-10  |
| «Отдыхаем вместе»            | Хмельницький       | Надя Дорофєєва  | 11-12 |
| «Ветераны космических войск» | Прилуки            | Юрій Ткач       | 11-12 |
| «Лукас»                      | Кременчуг          | Ігор Ласточкін  | 13-14 |
| «Млеко»                      | Дніпро             | Стас Боклан     | 13-14 |

### Ефіри
|  | Команда пройшла у наступний етап |
|  | Команда потрапила в батл         |
|  | Команда пройшла в фінал          |
|  | Команда покинула лігу            |

| Команда                      | Місто              | Випуски                         | Випуски                      | Випуски                      | Випуски                      | Випуски                         | Випуски                      | Випуски                      | Випуски                          | Випуски                            | Випуски                             | Випуски                            | Випуски                          | Випуски                   | Випуски |
| Команда                      | Місто              | 1,2вип.Набір команд 02,09.03.18 | 3-й вип.(Перша гра) 16.03.18 | 4-й вип.(Друга гра) 23.03.18 | 5-й вип.(Третя гра) 30.03.18 | 6-й вип.(Четверта гра) 06.04.18 | 7-й вип.(Пʼята гра) 13.04.18 | 8-й вип.(Шоста гра) 20.04.18 | 9-й вип.(Сьома гра 1/8) 21.09.18 | 10-й вип.(Восьма гра 1/8) 28.09.18 | 11-й вип.(Девʼята гра 1/4) 19.10.18 | 12-й вип.(Десята гра 1/4) 26.10.18 | 13-й вип.(Півфінал 1/2) 09.11.18 | 14-й вип.(Фінал) 23.11.18 |         |
| ---------------------------- | ------------------ | ------------------------------- | ---------------------------- | ---------------------------- | ---------------------------- | ------------------------------- | ---------------------------- | ---------------------------- | -------------------------------- | ---------------------------------- | ----------------------------------- | ---------------------------------- | -------------------------------- | ------------------------- | ------- |
| «Стояновка»                  | Молдова            | Оля Полякова                    | не в ефірі                   | пройшли                      | батл                         | не в ефірі                      | не в ефірі                   | пройшли                      | пройшли                          | не в ефірі                         | не в ефірі                          | пройшли                            | фіналісти                        | 1 місце                   |         |
| «Гостиница 72»               | Суми               | Влад Яма                        | не в ефірі                   | пройшли                      | не в ефірі                   | пройшли                         | не в ефірі                   | пройшли                      | не в ефірі                       | батл                               | не в ефірі                          | пройшли                            | фіналісти                        | 2 місце                   |         |
| «Стадіон Діброва»            | Зарічанка          | Юрій Ткач                       | не в ефірі                   | батл                         | батл                         | не в ефірі                      | пройшли                      | не в ефірі                   | пройшли                          | не в ефірі                         | пройшли                             | не в ефірі                         | вибули                           | Вибули                    |         |
| «Луганская сборная»          | Луганськ           | Євгеній Кошовий                 | не в ефірі                   | пройшли                      | не в ефірі                   | пройшли                         | пройшли                      | не в ефірі                   | пройшли                          | не в ефірі                         | пройшли                             | не в ефірі                         | вибули                           | Вибули                    |         |
| «30+»                        | Житомир            | Стас Боклан                     | не в ефірі                   | пройшли                      | пройшли                      | не в ефірі                      | не в ефірі                   | батл                         | не в ефірі                       | пройшли                            | не в ефірі                          | вибули                             | Вибули                           | Вибули                    |         |
| «Винницкие»                  | Віниця             | Оля Полякова                    | батл                         | не в ефірі                   | не в ефірі                   | батл                            | батл                         | не в ефірі                   | не в ефірі                       | пройшли                            | вибули                              | Вибули                             | Вибули                           | Вибули                    |         |
| «Николь Кидман»              | Суми               | Надя Дорофєєва                  | не в ефірі                   | пройшли                      | не в ефірі                   | батл                            | не в ефірі                   | пройшли                      | не в ефірі                       | вибули                             | Вибули                              | Вибули                             | Вибули                           | Вибули                    |         |
| «Пошло-Поехало»              | Тернопіль Миколаїв | Ігор Ласточкін                  | пройшли                      | не в ефірі                   | не в ефірі                   | пройшли                         | пройшли                      | не в ефірі                   | вибули                           | Вибули                             | Вибули                              | Вибули                             | Вибули                           | Вибули                    |         |
| «Джан»                       | Вірменія           | Євгеній Кошовий                 | батл                         | не в ефірі                   | батл                         | не в ефірі                      | не в ефірі                   | вибули                       | Вибули                           | Вибули                             | Вибули                              | Вибули                             | Вибули                           | Вибули                    |         |
| «Воробушек»                  | Харків             | Влад Яма                        | батл                         | не в ефірі                   | батл                         | не в ефірі                      | вибули                       | Вибули                       | Вибули                           | Вибули                             | Вибули                              | Вибули                             | Вибули                           | Вибули                    |         |
| «Ветераны Космических Войск» | Прилуки            | Юрій Ткач                       | пройшли                      | не в ефірі                   | не в ефірі                   | вибули                          | Вибули                       | Вибули                       | Вибули                           | Вибули                             | Вибули                              | Вибули                             | Вибули                           | Вибули                    |         |
| «Отдыхаем Вместе»            | Хмельницький       | Надя Дорофєєва                  | батл                         | не в ефірі                   | вибули                       | Вибули                          | Вибули                       | Вибули                       | Вибули                           | Вибули                             | Вибули                              | Вибули                             | Вибули                           | Вибули                    |         |
| «Лукас»                      | Кременчуг          | Ігор Ласточкін                  | не в ефірі                   | вибули                       | Вибули                       | Вибули                          | Вибули                       | Вибули                       | Вибули                           | Вибули                             | Вибули                              | Вибули                             | Вибули                           | Вибули                    |         |
| «Млеко»                      | Дніпро             | Стас Боклан                     | вибули                       | Вибули                       | Вибули                       | Вибули                          | Вибули                       | Вибули                       | Вибули                           | Вибули                             | Вибули                              | Вибули                             | Вибули                           | Вибули                    |         |

### Перша гра
| Команда                      | Тренер і їх вибір | Тренер і їх вибір | Тренер і їх вибір | Тренер і їх вибір | Тренер і їх вибір | Тренер і їх вибір | Тренер і їх вибір | разом | результат |
| Команда                      | Дорофєєва         | Яма               | Ткач              | Ласточкін         | Боклан            | Кошовий           | Полякова          | разом | результат |
| ---------------------------- | ----------------- | ----------------- | ----------------- | ----------------- | ----------------- | ----------------- | ----------------- | ----- | --------- |
| «Ветераны космических войск» | 1                 | 1                 | тренер            | 1                 | 1                 | 1                 | 1                 | 6     | пройшли   |
| «Пошло-Поехало»              | 1                 | 1                 | 1                 | тренер            | 1                 | 1                 | 1                 | 6     | пройшли   |
| «Джан»                       | 1                 | 1                 | 1                 | 0                 | 1                 | тренер            | 1                 | 5     | Батл      |
| «Винницкие»                  | 1                 | 1                 | 1                 | 1                 | 0                 | 1                 | тренер            | 5     | Батл      |
| «Воробушек»                  | 1                 | тренер            | 1                 | 1                 | 0                 | 1                 | 1                 | 5     | Батл      |
| «Отдыхаем вместе»            | тренер            | 1                 | 1                 | 0                 | 1                 | 1                 | 1                 | 5     | Батл      |
| «Млеко»                      | 1                 | 0                 | 1                 | 1                 | тренер            | 1                 | 1                 | 5     | вибули    |

За результатами Батлу «Обратная розминка» лігу покинула команда «Млеко»

### Друга гра
| Команда             | Тренер і їх вибір | Тренер і їх вибір | Тренер і їх вибір | Тренер і їх вибір | Тренер і їх вибір | Тренер і їх вибір | Тренер і їх вибір | разом | результат |
| Команда             | Дорофєєва         | Яма               | Ткач              | Ласточкін         | Боклан            | Кошовий           | Полякова          | разом | результат |
| ------------------- | ----------------- | ----------------- | ----------------- | ----------------- | ----------------- | ----------------- | ----------------- | ----- | --------- |
| «Гостиница 72»      | 1                 | тренер            | 1                 | 1                 | 1                 | 1                 | 1                 | 6     | пройшли   |
| «Луганская сборная» | 1                 | 1                 | 1                 | 1                 | 1                 | тренер            | 1                 | 6     | пройшли   |
| «30+»               | 1                 | 1                 | 1                 | 1                 | тренер            | 1                 | 1                 | 6     | пройшли   |
| «Николь Кидман»     | тренер            | 1                 | 1                 | 1                 | 1                 | 1                 | 1                 | 6     | пройшли   |
| «Стояновка»         | 1                 | 1                 | 1                 | 1                 | 1                 | 1                 | тренер            | 6     | пройшли   |
| «Стадіон Діброва»   | 1                 | 0                 | тренер            | 1                 | 1                 | 1                 | 1                 | 5     | Батл      |
| «Лукас»             | 1                 | 1                 | 1                 | тренер            | 1                 | 0                 | 1                 | 5     | вибули    |

За результатами Батлу «Обратная розминка» лігу покинула команда «Лукас»

### Третя гра
| Команда           | Тренер і їх вибір | Тренер і їх вибір | Тренер і їх вибір | Тренер і їх вибір | Тренер і їх вибір | Тренер і їх вибір | Тренер і їх вибір | разом | результат |
| Команда           | Дорофєєва         | Яма               | Ткач              | Ласточкін         | Боклан            | Кошовий           | Полякова          | разом | результат |
| ----------------- | ----------------- | ----------------- | ----------------- | ----------------- | ----------------- | ----------------- | ----------------- | ----- | --------- |
| «30+»             | 1                 | 1                 | 1                 | 1                 | тренер            | 1                 | 1                 | 6     | пройшли   |
| «Воробушек»       | 1                 | тренер            | 1                 | 0                 | 1                 | 1                 | 1                 | 5     | Батл      |
| «Джан»            | 1                 | 1                 | 1                 | 0                 | 1                 | тренер            | 1                 | 5     | Батл      |
| «Стадіон Діброва» | 1                 | 0                 | тренер            | 1                 | 1                 | 1                 | 1                 | 5     | Батл      |
| «Стояновка»       | 1                 | 1                 | 1                 | 0                 | 1                 | 1                 | тренер            | 5     | Батл      |
| «Отдыхаем вместе» | тренер            | 1                 | 1                 | 0                 | 1                 | 1                 | 1                 | 5     | вибули    |

За результатами Батлу «Обратная розминка» лігу покинула команда «Отдыхаем вместе»

### Четверта гра
| Команда                      | Тренер і їх вибір | Тренер і їх вибір | Тренер і їх вибір | Тренер і їх вибір | Тренер і їх вибір | Тренер і їх вибір | Тренер і їх вибір | разом | результат |
| Команда                      | Дорофєєва         | Яма               | Ткач              | Ласточкін         | Боклан            | Кошовий           | Полякова          | разом | результат |
| ---------------------------- | ----------------- | ----------------- | ----------------- | ----------------- | ----------------- | ----------------- | ----------------- | ----- | --------- |
| «Пошло-Поехало»              | 1                 | 1                 | 1                 | тренер            | 1                 | 1                 | 1                 | 6     | пройшли   |
| «Гостиница 72»               | 1                 | тренер            | 1                 | 1                 | 1                 | 1                 | 1                 | 6     | пройшли   |
| «Луганская сборная»          | 1                 | 1                 | 1                 | 1                 | 1                 | тренер            | 1                 | 6     | пройшли   |
| «Николь Кидман»              | тренер            | 1                 | 1                 | 1                 | 0                 | 1                 | 1                 | 5     | Батл      |
| «Винницкие»                  | 1                 | 1                 | 1                 | 0                 | 1                 | 1                 | тренер            | 5     | Батл      |
| «Ветераны Космических войск» | 1                 | 1                 | тренер            | 1                 | 0                 | 1                 | 1                 | 5     | вибули    |

За результатами Батлу «Обратная розминка» лігу покинула команда «Ветераны космических войск»

### Пʼята гра
| Команда             | Тренер і їх вибір | Тренер і їх вибір | Тренер і їх вибір | Тренер і їх вибір | Тренер і їх вибір | Тренер і їх вибір | Тренер і їх вибір | разом | результат |
| Команда             | Дорофєєва         | Яма               | Ткач              | Ласточкін         | Боклан            | Кошовий           | Полякова          | разом | результат |
| ------------------- | ----------------- | ----------------- | ----------------- | ----------------- | ----------------- | ----------------- | ----------------- | ----- | --------- |
| «Луганская сборная» | 1                 | 1                 | 1                 | 1                 | 1                 | тренер            | 1                 | 6     | пройшли   |
| «Пошло-Поехало»     | 1                 | 1                 | 1                 | тренер            | 1                 | 1                 | 0                 | 5     | пройшли   |
| «Стадіон Діброва»   | 1                 | 0                 | тренер            | 1                 | 1                 | 1                 | 1                 | 5     | пройшли   |
| «Винницкие»         | 0                 | 0                 | 1                 | 1                 | 1                 | 1                 | тренер            | 4     | Батл      |
| «Вробушек»          | 1                 | тренер            | 1                 | 1                 | 0                 | 1                 | 0                 | 4     | вибули    |

За результатами Батлу «Наклонная Комната» лігу покинула команда «Воробушек»

### Шоста гра
| Команда          | Тренер і їх вибір | Тренер і їх вибір | Тренер і їх вибір | Тренер і їх вибір | Тренер і їх вибір | Тренер і їх вибір | Тренер і їх вибір | разом | результат |
| Команда          | Дорофєєва         | Яма               | Ткач              | Ласточкін         | Боклан            | Кошовий           | Полякова          | разом | результат |
| ---------------- | ----------------- | ----------------- | ----------------- | ----------------- | ----------------- | ----------------- | ----------------- | ----- | --------- |
| « Николь Кидман» | тренер            | 1                 | 1                 | 1                 | 1                 | 1                 | 1                 | 6     | пройшли   |
| «Стояновка»      | 1                 | 1                 | 1                 | 1                 | 1                 | 1                 | тренер            | 6     | пройшли   |
| «Гостиница 72»   | 1                 | тренер            | 1                 | 1                 | 0                 | 1                 | 1                 | 5     | пройшли   |
| «30+»            | 0                 | 0                 | 1                 | 1                 | тренер            | 1                 | 1                 | 4     | Батл      |
| «Джан»           | 1                 | 1                 | 0                 | 0                 | 1                 | тренер            | 1                 | 4     | вибули    |

За результатами Батлу «Наклонная Комната» лігу покинула команда «Джан»

### Сьома гра(1/8 фіналу)
| Команда             | Тренер і їх вибір | Тренер і їх вибір | Тренер і їх вибір | Тренер і їх вибір | Тренер і їх вибір | Тренер і їх вибір | Тренер і їх вибір | разом | результат |
| Команда             | Дорофєєва         | Яма               | Ткач              | Ласточкін         | Боклан            | Кошовий           | Полякова          | разом | результат |
| ------------------- | ----------------- | ----------------- | ----------------- | ----------------- | ----------------- | ----------------- | ----------------- | ----- | --------- |
| «Луганская сборная» | 2                 | 2                 | 2                 | 2                 | 2                 | тренер            | 2                 | 12    | пройшли   |
| «Стадіон Діброва»   | 2                 | 2                 | тренер            | 2                 | 1                 | 2                 | 2                 | 11    | пройшли   |
| «Стояновка»         | 2                 | 2                 | 2                 | 2                 | 1                 | 2                 | тренер            | 11    | пройшли   |
| «Пошло-Поехало»     | 0                 | 0                 | 2                 | тренер            | 2                 | 2                 | 2                 | 8     | вибули    |

За результатами лігу покинула команда «Пошло-Поехало»

### Восьма гра(1/8 фіналу)
| Команда         | Тренер і їх вибір | Тренер і їх вибір | Тренер і їх вибір | Тренер і їх вибір | Тренер і їх вибір | Тренер і їх вибір | Тренер і їх вибір | разом | результат |
| Команда         | Дорофєєва         | Яма               | Ткач              | Ласточкін         | Боклан            | Кошовий           | Полякова          | разом | результат |
| --------------- | ----------------- | ----------------- | ----------------- | ----------------- | ----------------- | ----------------- | ----------------- | ----- | --------- |
| «Винницкие»     | 2                 | 2                 | 2                 | 2                 | 2                 | 2                 | тренер            | 12    | пройшли   |
| «30+»           | 2                 | 1                 | 2                 | 2                 | тренер            | 2                 | 2                 | 11    | пройшли   |
| «Гостиница 72»  | 1                 | тренер            | 2                 | 1                 | 2                 | 2                 | 2                 | 10    | Батл      |
| «Николь Кидман» | тренер            | 2                 | 2                 | 1                 | 1                 | 2                 | 2                 | 10    | вибули    |

За результатами Музикального Батлу лігу покинула команда «Николь Кидман»

### Девʼята гра(1/4 фіналу)
| Команда             | Тренер і їх вибір | Тренер і їх вибір | Тренер і їх вибір | Тренер і їх вибір | Тренер і їх вибір | Тренер і їх вибір | Тренер і їх вибір | разом | результат |
| Команда             | Дорофєєва         | Яма               | Ткач              | Ласточкін         | Боклан            | Кошовий           | Полякова          | разом | результат |
| ------------------- | ----------------- | ----------------- | ----------------- | ----------------- | ----------------- | ----------------- | ----------------- | ----- | --------- |
| «Стадіон Діброва»   | 3                 | 2                 | тренер            | 3                 | 3                 | 3                 | 3                 | 17    | пройшли   |
| «Луганская сборная» | 3                 | 3                 | 3                 | 2                 | 3                 | тренер            | 2                 | 16    | пройшли   |
| «Винницкие»         | 1                 | 2                 | 3                 | 2                 | 3                 | 3                 | тренер            | 14    | вибули    |

За результатами лігу покинула команда «Винницкие»

### Одинадцята гра(1/2 фіналу)
| Команда             | Тренер і їх вибір | Тренер і їх вибір | Тренер і їх вибір | Тренер і їх вибір | Тренер і їх вибір | Тренер і їх вибір | Тренер і їх вибір | додаткові бали | разом | результат |
| Команда             | Дорофєєва         | Яма               | Ткач              | Ласточкін         | Боклан            | Кошовий           | Полякова          | додаткові бали | разом | результат |
| ------------------- | ----------------- | ----------------- | ----------------- | ----------------- | ----------------- | ----------------- | ----------------- | -------------- | ----- | --------- |
| «Стояновка»         | 2                 | 2                 | 2                 | 2                 | 2                 | 2                 | тренер            | 0              | 12    | Фіналісти |
| «Гостиница 72»      | 2                 | тренер            | 1                 | 2                 | 2                 | 1                 | 2                 | 1              | 11    | Фіналісти |
| «Стадіон Діброва»   | 2                 | 0                 | тренер            | 2                 | 2                 | 2                 | 2                 | 1              | 11    | вибули    |
| «Луганская сборная» | 2                 | 1                 | 2                 | 2                 | 2                 | тренер            | 2                 | 0              | 11    | вибули    |

За результатами Поетичного Балту та Імпровізації,лігу покинули команди «Стадіон Діброва» та « Луганская сборная »

### Фінал
| Команда        | Тренер і їх вибір | Тренер і їх вибір | Тренер і їх вибір | Тренер і їх вибір | Тренер і їх вибір | Тренер і їх вибір | Тренер і їх вибір | додаткові бали | разом | результат  |
| Команда        | Дорофєєва         | Яма               | Ткач              | Ласточкін         | Боклан            | Кошовий           | Полякова          | додаткові бали | разом | результат  |
| -------------- | ----------------- | ----------------- | ----------------- | ----------------- | ----------------- | ----------------- | ----------------- | -------------- | ----- | ---------- |
| «Стояновка»    | 3                 | не голосує        | 3                 | 3                 | 3                 | 2                 | тренер            | 2              | 16    | 1-ше місце |
| «Гостиница 72» | 3                 | тренер            | 2                 | 3                 | 3                 | 3                 | не голосує        | 0              | 14    | 2-ге місце |

### Літній кубок
Третій літній кубок Ліги Сміху пройшов у Києві 20 серпня. У ньому брали участь команди, які не грають у сезоні. Кожен тренер отримав команду, з якою він ніколи не грав. Переможцями стала команда Станіслава Боклана — «Загорецька Людмила Степанівна».

### Зимовий кубок
У 2018 році Зимовий кубок отримала команда «Стадіон Діброва» (Царичанка). Тренер — Юрій Ткач.

### Спецпроєкт
Спецпроєкт «Ліги сміху» відбувся 12 грудня 2018 року. Між собою змагались дві команди — «Збірна шоу-бізнесу» (тренери Ольга Полякова, Надія Дорофєєва, Станіслав Боклан та Владислав Яма) та «Збірна гумористів» (тренери Ігор Ласточкін, Євген Кошовий, Юрій Ткач та Олена Кравець). У новий склад журі увійшли: Потап, Катерина Кухар, Гарік Бірча, Сергій Сивохо, Володимир Остапчук, Андрій Бєдняков та Наталія Могилевська. За підсумками трьох конкурсів перемогла «Збірна гумористів».

## П'ятий сезон

### П'ятий фестиваль(2019)
Фестиваль пройшов 2 лютого 2019 в Одесі. Відбулися невеликі зміни в суддівстві. Ігор Ласточкін виступав у складі команди «Дніпро», тому бути суддею не зміг. Замість нього суддею став Гарік Бірча. Замість Влада Ями суддею став Сергій Сивохо. Також було додано крісло тренера-джокера.
Переможцем стала команда «Ветерани космічних військ» та тренер Станіслав Боклан.
7 листопада 2019 в Києві пройшов фінал Ліги Сміху. Учасниками були команда «Наш формат» з Кам'янця-Подільського (тренер Юрій Ткач) та «Ветераны Космических Войск» з Києва, Остра та Прилук (тренер Станіслав Боклан).

### Літній кубок
Літній кубок пройшов 26 липня 2019 в Одесі. Ведучим замість Володимира Зеленського, якого було обрано президентом України, став Євген Кошовий. Перемогла команда «Трио Разные и ведущая» (Київ), тренер — Станіслав Боклан.

### Кубок чемпіонів
Перший в історії Ліги сміху Кубок чемпіонів пройшов 27 липня 2019 в Одесі. Брати участь у ньому могли лише чемпіони Ліги сміху та володарі Літнього та Зимового кубків. Перемогла команда «Прозрачный гонщик» (Одеса), тренер Ігор Ласточкін.

### Кубок Президента
13 грудня 2019 відбувся Кубок Президента (спецпроєкт). Між собою змагались дві команди — «Збірна шоу-бізнесу» (тренери Ольга Полякова, Ігор Ласточкін, Станіслав Боклан та Володимир Дантес) та «Збірна гумористів» (тренери Гарік Бірча, Сергій Сивохо, Юрій Ткач та Олена Кравець). У новий склад журі увійшли: Сергій Бабкін, Катерина Кухар, Наталія Могилевська та Олександр Усик. За підсумками трьох конкурсів перемогла «Збірна шоу-бізнесу».

## Шостий сезон

### Шостий фестиваль(2020)
Шостий сезон розпочався 2 лютого 2020 з фестивалю в Одесі.
27 листопада 2020 відбувся фінал. Юрій Ткач не брав участь через позитивний тест на COVID-19, тому його замінили Ігор Ласточкін й Володимир Дантес. Тому у фіналі шостого сезону взяли участь команди: «ОГО» тренер Юрій Ткач (замінив Ігор Ласточкін), «Наш формат» тренер Наталія Могилевська, «СМТ» тренер Юрій Ткач (замінив Володимир Дантес).
Переможцями сезону стала команда «СМТ».

### Зимовий кубок
Зимовий кубок відбувся 28 листопада 2020. Ведучого Євгена Кошового замінив ПТП. Переможець – Інародний театр абсурду «Воробушек».

## Сьомий сезон: Битва титанів

### Сьомий фестиваль (2021)
Сьомий сезон розпочався 19 лютого 2021 року. У цьому сезоні змагалися найкращі команди за всю історію «Ліги сміху». Переможцем стала команда «Інародний театр абсурду „Воробушек“».

## Восьмий сезон

### Восьмий фестиваль (2021)
Восьмий сезон розпочався 24 вересня 2021 року.
Фінал проекту пройшов на телеканалі «1+1» 19 листопада 2021 року. Переможцем цього сезону стала команда «В активному пошуку» з Тернополя .

## Зимовий кубок
Зимовий кубок транслювався 24 грудня 2021. На сцені проекту виступили дві команди: команда перших сезонів «Ліги сміху» та команда останніх сезонів. Команду перших сезонів очолив Потап, а команду останніх сезонів «Ліги сміху» очолив Євген Кошовий. Перемогла команда Євгена Кошового.

## Дев'ятий сезон (2022)
Фестиваль дев'ятого сезону проходив традиційно в місті Одеса. У гала-концерт пройшло 18 команд, які боролися за місце в сезоні. 21 січня 2022 року в Києві відбулася зйомка гала-концерту фестивалю, де тренери обрали 12 команд сезону. Тренерський склад: Олександр Пікалов, Володимир Дантес, Тетяна Лазарєва, Станіслав Боклан, Ігор Ласточкін, Маша Єфросиніна. Ведучими сезону стали Євген Кошовий та Віктор Розовий. Зйомки сезону тривали до 23 лютого 2022 року. Сезон перервало повномасштабне вторгнення. Сезон планували транслювати не телеканалі «1+1», але через старт «Єдиного Марафону» ефіри переїхали на телеканал «ТЕТ», де вже восени 2022 року показали декілька відзнятих епізодів. Сезон так і не дозняли.

## Спецсезон (2022)
Спецсезон Ліги Сміху знімався восени 2022 у новому форматі, який видозмінили через початок повномасштабного вторгнення. Ведучі сезону: Євген Кошовий та Віктор Розовий. Учасниками спецсезону стало 12 команд, яких розділили на 3 гри. З кожної гри вилітала 1 команда, а інші проходили у фінал. У новому спецезоні Ліга Сміху змінила відомий гімн гумористичного проєкту на оновлену версію, яку адаптували на мотив пісні «Ой у лузі червона калина». Ще однією родзинкою сезону стала відсутність цензури та наявність ненормативної лексики у виступах команд. Переможцями спецсезону стала команда «Дніпро».

## Волонтерський десант (2023)
Навесні 2023 стартували зйомки спецсезону Ліги Сміху під назвою «Волонтерський десант». Тепер це не тільки гумористичне шоу, яке піднімає глядачам настрій, а й гуманітарна волонтерська акція з конкретною ціллю. Команди змагаються не за титул, а за право реалізувати конкретну волонтерську місію: доставити українським військовим необхідні на фронті речі — автівки, дрони та ін. Право доставити цей вантаж отримує команда-переможець кожної гри. Окрім того, співведучими актора Студії «Квартал 95» Євгена Кошового в спецсезонах «Ліга Сміху. Волонтерський десант» виступають діючі військовослужбовці та відомі волонтери: боєць 3-ї окремої штурмової бригади Віктор Розовий, головний сержант Збройних Сил України Гарік Бірча та волонтер Денис Христов, який з 2022 року займається евакуацією людей з прифронтових територій.

## Волонтерський десант 2 (2023)
Другий сезон Волонтерського десанту Ліги Сміху знімали восени 2023. Сезон складався з 8 ігор, у яких взяли участь команди 9 сезону Ліги Сміху, а також команда-новачок, якої не було раніше на телевізійній версії проєкту — «Фам Фаталь», м.Чернівці. Кожна гра сезону – вертикальна, закінчена історія. Місія кожної гри – реалізація конкретної волонтерської цілі: доставка чогось необхідного нашим захисникам для перемоги (дрони, автівки і т.д.). І право доставити цей вантаж отримує команда-переможець кожної гри. Тренери сезону: Станіслав Боклан і відомі «лігасмішники»: Ігор Ласточкін («Дніпро»), Іван Кухарчук («30+»), Тарас Стадницький (VIP Тернопіль), Настя Оруджова («Тріо «Різні»), Влад Куран («Ветерани космічних військ»), Ірина Сопонару («Вінницькі»), Олександр Степаненко («Відпочиваємо разом»).
Команди сезону
| Команда                               | Місто                  | Тренер               |
| ------------------------------------- | ---------------------- | -------------------- |
| «Наш Формат»                          | Кам'янець-Подільський  | Станіслав Боклан     |
| «ОГО»                                 | місто Гріхів           | Іван Кухарчук        |
| «Збірна Кременчука»                   | Кременчук              | Тарас Стадницький    |
| «Лови кураж»                          | Київ                   | Анастасія Оруджова   |
| «Наталі»                              | Житомир                | Владислав Куран      |
| «Збірна національної гвардії України» | не вказано             | Ігор Ласточкін       |
| «Налисники»                           | Хмельницький-Тернопіль | Ірина Сопонару       |
| «КіМ»                                 | Миколаїв               | Олександр Степаненко |
| «Фам Фаталь»                          | Чернівці               | Ірина Сопонару       |
| «ХПЗЯ»                                | Бердянськ              | Іван Кухарчук        |
| «Ледве»                               | Київ                   | Ігор Ласточкін       |
| «Ми чули Гагару»                      | Суми                   | Олександр Степаненко |
| «Сіль»                                | Одеса                  | Тарас Стадницький    |
| «Скучне життя Гріши та Діми»          | Рівне                  | Станіслав Боклан     |
| «Олег ТБ»                             | Івано-Франківськ       | Владислав Куран      |
| «Театр імені Павлова»                 | Київ                   | Анастасія Оруджова   |

## Волонтерський десант 3 (2024)
У третьому сезоні спецпроєкту «Ліга Сміху. Волонтерський десант 3» у тренерських кріслах відбулися зміни. До тренерів-лігосмішників приєднався дворазовий чемпіон «Ліги Сміху» Іван Люлєнов («Стоянівка»), а також актор серіалу «Волонтери» та капітан команди «НОС» Кирило Ганін. Формат шоу залишився незмінним: команди змагаються за право реалізувати конкретну волонтерську місію. За перші три сезони «Волонтерського десанту» захисники та захисниці отримали11 автівок, 30 дронів MAVIC-3 INTERPRISE та 130 FPV-дронів.
Команди сезону
| Команда                   | Місто                  | Тренер               |
| ------------------------- | ---------------------- | -------------------- |
| «Наш Формат»              | Кам'янець-Подільський  | Ігор Ласточкін       |
| «Назва»                   | Місто                  | Тарас Стадницький    |
| «ОГО»                     | місто Гріхів           | Анастасія Оруджова   |
| «Налисники»               | Хмельницький-Тернопіль | Владислав Куран      |
| «Ледве»                   | Київ                   | Кирило Ганін         |
| «Олег ТБ»                 | Івано-Франківськ       | Іван Люлєнов         |
| «7*я»                     | Чернігів               | Ірина Сопонару       |
| «Западенці»               | Луцьк-Тернопіль        | Олександр Степаненко |
| «ЮляВалєра»               | Київ                   | Ігор Ласточкін       |
| «Збірна механіків»        | Полтава                | Анастасія Оруджова   |
| «КіМ»                     | Миколаїів              | Тарас Стадницький    |
| «FRAU»                    | Київ                   | Владислав Куран      |
| «Лунь»                    | Ірпінь                 | Іван Люлєнов         |
| «Фам Фаталь»              | Чернівці               | Кирило Ганін         |
| «Дурням закон не писаний» | Ніжин                  | Ірина Сопонару       |
| «Супа Дупа»               | Харків                 | Олександр Степаненко |

## Волонтерський десант 4 (2024)
У четвертому сезоні спецпроєкту «Ліга Сміху. Волонтерський десант 4» у тренерських кріслах дебютували: співачка та блогерка Анна Трінчер, ведучий Тімур Мірошниченко, гуморист Юрій Великий, а також співак Антон Вельбой. Усі вони брали участь у театральних конкурсах проєкту як запрошені зірки, чим підкорили серця глядачів, а в новому спецсезоні взяли на себе роль наставників. Конкуренцію їм склали вже досвідчені гравці й судді – актор Ігор Ласточкін та співак Іван Люлєнов. Попри оновлення тренерського складу, головна мета залишилася незмінною. Місія кожної гри – реалізація конкретної волонтерської цілі командами-переможцями. Співведучим Євгена Кошового в четвертому спецсезоні знову став Денис Христов. Відомий ведучий і шоумен, який з початком повномасштабного вторгнення присвятив себе волонтерству та евакуації цивільних з найгарячіших прифронтових територій.
| Команда                               | Місто                  | Тренер             |
| ------------------------------------- | ---------------------- | ------------------ |
| «7*я»                                 | Чернігів               | Антон Вельбой      |
| «Фам Фаталь»                          | Чернівці               | Юрій Великий       |
| «Лунь»                                | Ірпінь                 | Анна Трінчер       |
| «Налисники»                           | Хмельницький-Тернопіль | Антон Вельбой      |
| «Дикий Лис»                           | Київ                   | Іван Люлєнов       |
| «Скучне життя Гріши та Діми»          | Рівне                  | Тимур Мірошниченко |
| «Западенці»                           | Луцьк-Тернопіль        | Анна Трінчер       |
| «ЮляВалєра»                           | Київ                   | Іван Люлєнов       |
| «River City»                          | Вінниця                | Ігор Ласточкін     |
| «Дурням закон не писаний»             | Ніжин                  | Тимур Мірошниченко |
| «Збірна національної гвардії України» | не вказано             | Юрій Великий       |
| «FRAU»                                | Київ                   | Ігор Ласточкін     |
| «Збірна механіків»                    | Полтава                | Тимур Мірошниченко |

## Ліга Сміху — 10 років
Ювілейний сезон присвячений 10-й річниці проєкту Ліга Сміху. Зйомки сезону вже розпочалися. У гала-концерті фестивалю сезону «Ліга Сміху — 10 років» тренери вже визначили 12 команд, які пройшли у сезон. Проєкт повертається до звичного формату, а саме повноцінного чемпіонату України з гумору. У 2025 на глядачів чекатиме 12 ігор сезону, які завершаться грандіозним фіналом та Спецпроектом. Зйомки нового сезону відбуватимуться у МЦКМ «Жовтневий палац», де проходили всі ігри Ліги Сміху до початку повномасштабного вторгнення.
Вже відомо зірковий склад тренерів ювілейного сезону. До нього увійшли:
- Оля Полякова
- Маша Єфросиніна
- Євген Кошовий
- Юрій Ткач
- Бампер і Сус
- Іван Люлєнов

На ювілейному фестивалі на сцену Ліги Сміху вперше вийшли бійці третьої штурмової бригади, які виступили поза конкурсом.
Наступний етап планують знімати вже влітку, а ефіри можна буде глянути на каналі ТЕТ.

## Ліга Допомоги
У 2022 році «Ліга Сміху» організувала фонд «Ліга Допомоги», в рамках якого гумористи збирали кошти на модульні будиночки для тих людей, котрі втратили житло внаслідок російської агресії. Загалом «лігасмішниками» було встановлено 40 таких будиночків урізних населених пунктах Київської області. Зараз фонд сфокусував свою увагу на допомозі ЗСУ.